# Hala wystawowa Kapelusz w Chorzowie
Hala wystawowa Kapelusz w Chorzowie – hala wystawowa z 1968 roku w Parku Śląskim w Chorzowie, wpisana do rejestru zabytków nieruchomych województwa śląskiego. 

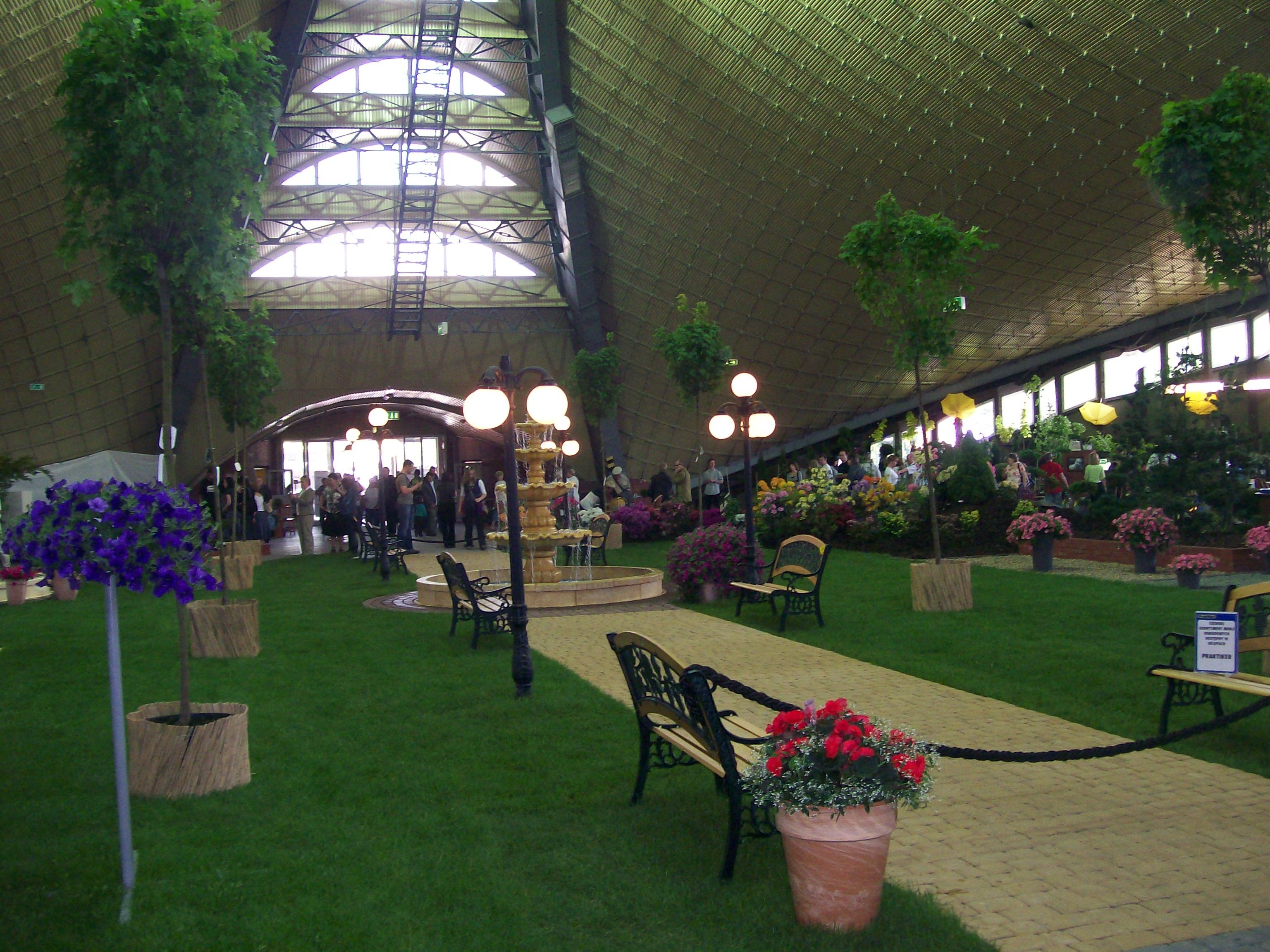
Wnętrze hali w 2009 roku

## Charakterystyka
Hala ma charakterystyczny wygląd zbliżony do kształtu damskiego kapelusza. Jest to obiekt całoroczny, przystosowany do organizacji wszelkiego typu imprez. W hali odbywają się targi, spotkania, konferencje, koncerty, wystawy okazjonalne oraz wiele innych imprez, w tym Wiosenna Wystawa Kwiatów i Ogrodów oraz Jesienna Wystawa Sztuki Ogrodniczej. 
W maju 2014 roku hala została zamknięta po tym, jak zauważono pęknięcie fragmentu konstrukcji dachu. Pękł jeden z głównych stalowych dźwigarów, podtrzymujących konstrukcję dachu. 

## Dane techniczne

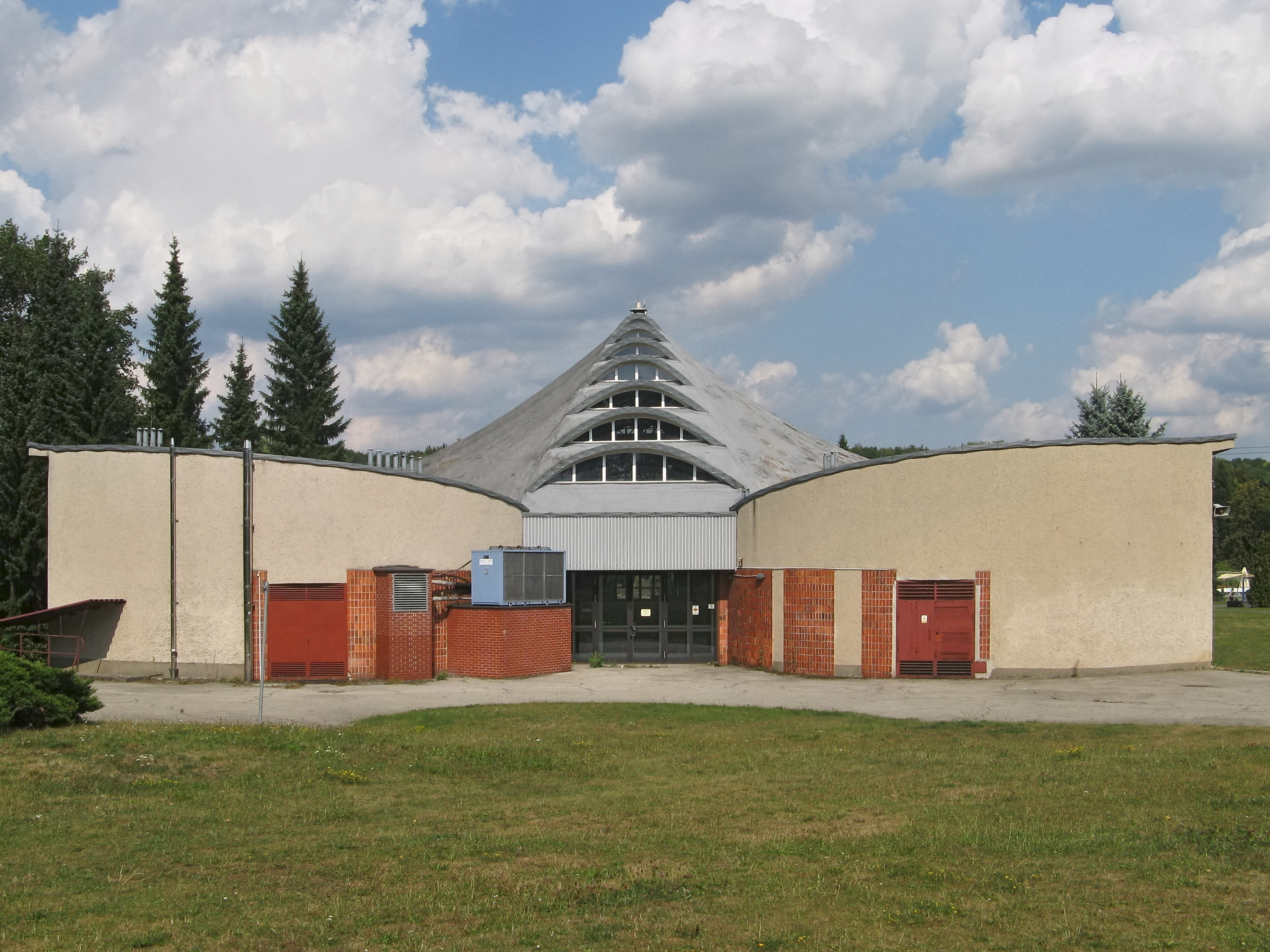
Fasada hali (2018)

- Powierzchnia: 2200 m²
- Wysokość: 15 m
- Projekt:
  - architekt Jerzy Gottfried
  - konstruktor Włodzimierz Feiferek